# 灰尾深海鰩
灰尾深海鰩（學名：Bathyraja griseocauda），為軟骨魚綱鰩目單鰭鰩科深海鰩屬的一種，被IUCN列為瀕危保育類動物，分布於東南太平洋與西南大西洋，包括福克蘭群島、阿根廷及烏拉圭、南冰洋斯科舍島弧到南設得蘭群島南部與南極半島海域，深度94至585公尺，本魚背面呈黑褐色，佈滿細齒，但沒有刺。腹面呈黃色，尾部附近有黑斑，尾部有19-27根大刺，體長可達49公分，棲息在深海沙泥底質海域，為底棲性魚類，卵生，雌魚會產下帶有角的卵囊，屬肉食性，以多毛類、甲殼類、硬骨魚等為食，本種生長緩慢，每年僅生長4至6公分，是該屬大多屬種類中最慢的，目前族群數量尚不清楚。然而，在頻繁的誤捕和緩慢的成長率下使得漁業科學家相信漁業限制並沒有扭轉魚類數量下降的趨勢。